# 19488 Abramcoley
19488 Abramcoley (1998 HW125) là một tiểu hành tinh vành đai chính được phát hiện ngày 23 tháng 4 năm 1998 bởi nhóm nghiên cứu tiểu hành tinh gần Trái Đất phòng thí nghiệm Lincoln ở Socorro.